# ダチョウの羽根の扇を持つ女性の肖像
『ダチョウの羽根の扇を持つ女性の肖像』（ダチョウのはねのおおぎをもつじょせいのしょうぞう、蘭: Portret van een vrouw met een struisvogelveren waaier, 英: Portrait of a Lady with an Ostrich-Feather Fan）は、17世紀オランダ絵画黄金時代の画家レンブラント・ファン・レインが1656-1658年ごろ、キャンバス上に油彩で制作した絵画である。現在、ナショナル・ギャラリー (ワシントン) に所蔵されている。

## 作品

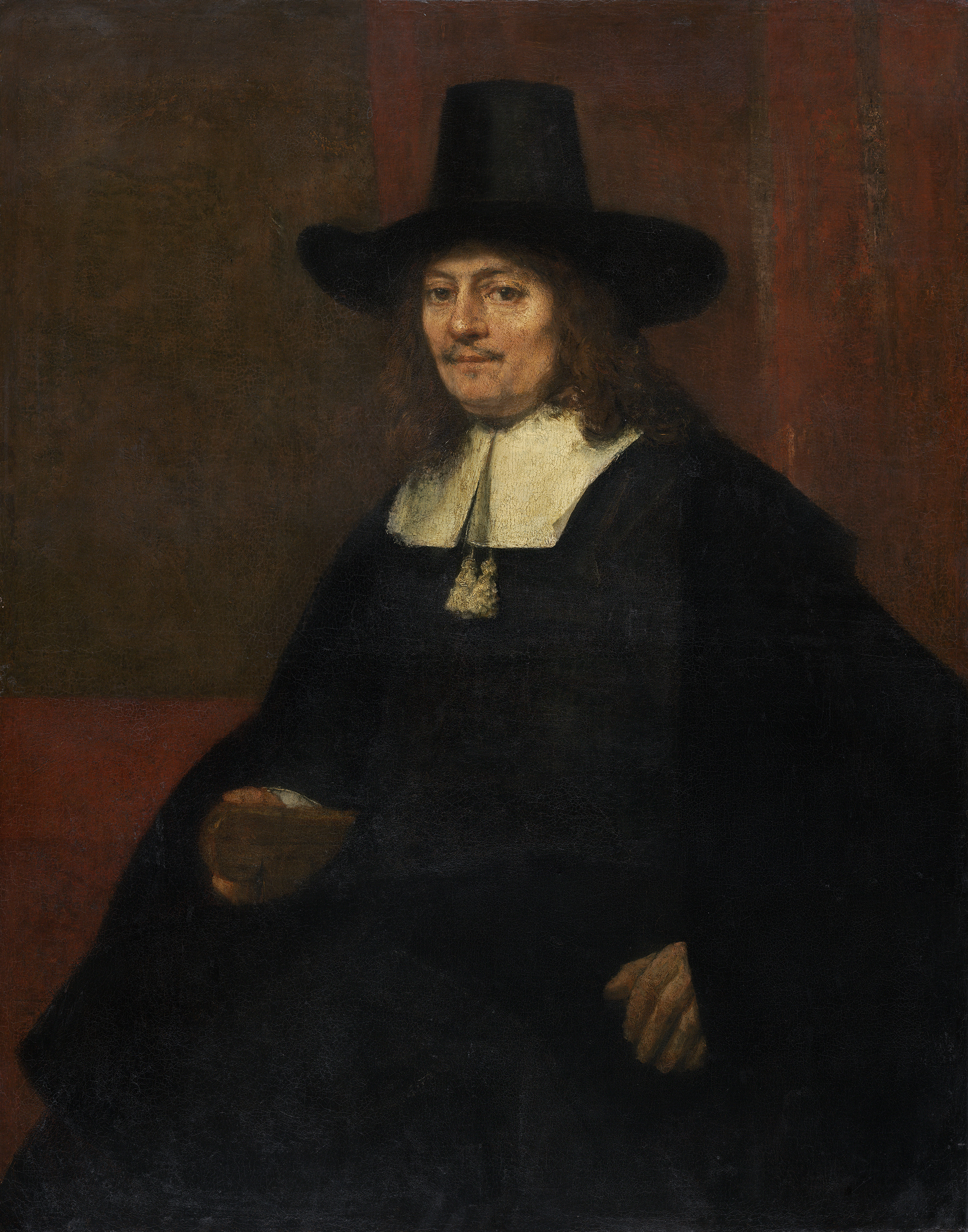
レンブラント・ファン・レイン『山高帽を被った男性の肖像』 (1663年ごろ)、ナショナル・ギャラリー (ワシントン)

レンブラント・ファン・レイン『カーネーションを持つ女性』 (1656年ごろ)、ナショナル・ギャラリー (ワシントン)

本作は、ロシアの貴族フェリックス・ユスポフがロシア革命の勃発した1917年にロンドンに亡命した際、対作品の『山高帽を被った男性の肖像』とともに携行した作品である。両作品とも1921年にジョゼフ・E・ワイドナーに購入され、1942年にワイドナーからナショナル・ギャラリー (ワシントン) に寄贈された。
本作 (右側に配置された) と対作品の『山高帽を被った男性の肖像』 (左側に配置された) には、まったく同じ角度から光が当てられている。残念なことに、両者の素性は謎のままである。2人は、内気で悲し気な視線でお互いと関わり合っている。男性は鑑賞者を見つめながら女性に手ぶりをし、女性はダチョウの羽根の扇を男性の方に傾けて持ちつつ、彼の方を向いている。
女性は個人的な思索にふけっている。彼女は周囲には頓着していないようで、鑑賞者は不思議と彼女の思索的な気分に入り込んでいく。彼女の手と扇の形態および質感は、完璧な技術で表現されている。
女性の髪形と、優雅ではあるが控えめな宝石を含む衣装により、本作は1650年代の制作と見られる。彼女の肩を覆い、水平に身体に掛かる透明なレースのカラーは、1650年代の数々の肖像画に見られる類のものである。レースが付いた白いカフスは、レンブラントが1656年に描いた、ナショナル・ギャラリー (ワシントン) 蔵の『カーネーションを持つ女性』のカフスに類似している。